# 貝瑞塔GLX-160榴彈發射器
貝瑞塔GLX-160（英語：Beretta GRX-160）是一款在2000年代由貝瑞塔為配合ARX-160突击步枪和以後的貝瑞塔ARX-200戰鬥步槍型而研製和生產的單發下掛式榴弹发射器，是目前意大利武裝部隊的制式步槍和未來士兵（義大利語：Soldato Futuro）計劃的內容之一部分，發射40×46毫米北約口徑低速榴彈。它除了可以下掛於步槍的下護木，也可通過增加手槍握把及槍托配件改裝成一個獨立的肩射型榴彈發射器武器系統。

## 歷史
在2013年2月，阿根廷軍隊接收到ARX-160突擊步槍和GLX-160榴彈發射器，並且由他們的特種部隊對兩款武器進行評估。

## 設計細節
作為下掛式榴弹发射器，貝瑞塔GLX-160不但可裝在搭配於其以上的ARX-160突击步枪或貝瑞塔ARX-200戰鬥步槍型的護木下方使用，也可下掛於舊式AR70/90或M16的護木下方。另一方面，也可裝上手槍握把及伸縮式槍托等組件組成的擴展機匣改裝成肩射型榴彈發射器以獨立使用。
與M203相似的是，貝瑞塔GLX-160下掛於護木下方，其扳機裝在步槍彈匣前方，發射時需要以彈匣充當握把。其主體結構分為裝填彈藥的滑動槍管及後方的擊發結構。裝填彈藥的方式為槍管滑動式，需先按下槍管罩筒後端的鎖鈕並且讓槍管前進，再轉開槍管以解鎖，便可從槍管後方裝填彈藥。一旦讓槍管回復原位，撞針便會進入待發模式，之後瞄準方向且扣下板機，即可發射榴彈。附有的可分離式象限測距瞄準具及立式標尺可裝上獨立改裝組件或步槍上使用。

## 衍生型
貝瑞塔GLX-160A1是貝瑞塔GLX-160的槍管縮短型版本。除了將槍管縮短外，槍口還有凹凸型保護環所保護。

## 使用國
- 阿尔巴尼亚
  - 特種部隊單位
- - 特種部隊單位
- 義大利
  - 意大利武裝部隊[2]
    - 2007年交付200具；
    - 2009年交付2,100具；[3]
    - 2011年交付150具；
    - 2012年交付最少2,726具。
- 日本
  - 陸上自衛隊[4]
- 墨西哥
- 巴拉圭
  - 國家反毒品秘書處
- 泰國
  - 泰國皇家軍隊[5]
- - 土庫曼武裝部隊[6]（訂購1,680枝ARX-160連同150具GLX-160）[7]

## 流行文化

### 電影
- 2011年—《沙漠神兵》：下掛於法國海軍突擊隊員科瓦（Kovax，傑曼·翰蘇飾演）的ARX-160，奇怪地在整部電影中從沒有使用過。
- 2014年—：下掛於ARX-160，由張先生的手下所使用。
- 2014年—《007：生死交戰》：下掛於ARX-160A3，為龐德所使用。

## 資料來源
1. ↑  Argentinean Special Forces Evaluating Beretta ARX 160 （页面存档备份，存于） - Thefirearmblog.com, February 5, 2013
2. ↑  Mexico joins Albania and Italy as customer for new Beretta rifle, DefenceNews, September 10th, 2009 by Tom Kington[]
3. ↑   (PDF).   [2015-05-06]. （原始内容存档 (PDF)于2016-03-04）.
4. ↑  FIRST LOOK: Japan’s New Type 20 Rifle （页面存档备份，存于）May 18 2020
5. ↑  .   [2016-02-27]. （原始内容存档于2016-03-12）.
6. ↑  Beretta ARX 160 in Turkmenistan （页面存档备份，存于） - Thefirearmblog.com, February 27, 2013
7. ↑  .   [2015-05-06]. （原始内容存档于2014-06-10）.

## 外部連結
- （英文）—Beretta Defence （页面存档备份，存于）
- （英文）—Beretta Defence ARX 160 brochure （页面存档备份，存于）
- （英文）—Military, Security and Civilian Guns and Equipment—Beretta GLX-160 UBL （页面存档备份，存于）
- （英文）—Weaponsystems.net—GLX160
- （英文）—The Firearm Blog.com－
  - Beretta ARX / GLX 160 （页面存档备份，存于）
  - Argentinean Special Forces Evaluating Beretta ARX 160 （页面存档备份，存于）
  - Kazakhstan Special Forces Adopt Beretta ARX-160 in 7.62x39mm （页面存档备份，存于）
  - A Look Inside Movie Armament’s Vault （页面存档备份，存于）
- （英文）—Welcome to Shottimes.net: Beretta GLX160 Grenade Launcher （页面存档备份，存于）
- （英文）—Airsoft SOFSIM: The Rifle That Doesn't Know Left From Right （页面存档备份，存于）
- （英文）—Defence and security military exhibition 2013—Beretta unveils ARX160A3 Assault rifle and GLX 160 at DSEI 2013 （页面存档备份，存于）
- （意大利文）—Beretta ARX-160 e GLX-160, il sistema d'arma per il soldato di domani | Armi e Spy （页面存档备份，存于）
- （意大利文）—Esercito Italiano—Sottosistema Arma ARX 160 GLX 160
- （意大利文）—Beretta Arx160 & Glx160
- （简体中文）—战略网—意未来士兵用ARX-160步枪已获得外销订单[永久]
- （简体中文）—《輕兵器》—意大利ARX-160步枪出口前景看好